# Zanghindiessé
Ne doit pas être confondu avec Zinguédessé.
Zanghindiessé est une localité située dans le département de Tanghin-Dassouri de la province du Kadiogo dans la région Centre au Burkina Faso.

## Santé et éducation
Le centre de soins le plus proche de Zanghindiessé est le centre médical (CM) de Tanghin-Dassouri tandis que les hôpitaux sont à Ouagadougou.
Le village possède une école primaire publique.